# Vernon Sturdee
Vernon Sturdee (sinh ngày 16 tháng 4 năm 1890 mất ngày 25 tháng 5 năm 1966), là trung tướng quân đội Úc và là một trong 47 tướng Úc tham gia thế chiến thứ hai. Ông là tổng tham mưu trưởng hai nhiệm kỳ. Là một sĩ quan chính quy của công binh hoàng gia Úc, ông đã tham gia lực lượng dân quân vào năm 1908, ông là một trong những Anzac ban đầu trong chiến tranh thế giới thứ nhất đã tham gia đổ bộ tại Gallipoli ngày 25 tháng 4 năm 1915. Trong chiến dịch sau đó, ông đã chỉ huy đại đội chiến trường 5, trước khi chỉ huy đại đội 8 và tiểu đoàn tiên phong 4 trên mặt trận phía Tây. Năm 1918, ông được biệt phái đến tổng hành dinh Lực lượng viễn chinh Anh làm một sĩ quan tham mưu.
Được phong đại tá tại thời điểm bùng nổ của thế chiến 2, Sturdee  thăng hàm trung tướng vào năm 1940 và trở thành tổng tham mưu trưởng. Ông tiến hành một cuộc phòng vệ thất bại trong những hòn đảo phía bắc của Úc chống lại các lực lượng Đế quốc Nhật Bản đang tiến tới. Năm 1942, ông đã tham mưu thành công cho chính phủ chuyển hướng các lực lượng quân đội hoàng gia Úc thứ nhì trở về từ Trung Đông đến Úc. Sau đó, ông trở thành người đứng đầu của phái đoàn quân sự Úc Washington, nơi ông đại diện Úc trước khi người đứng kết hợp của cán bộ. Là chỉ huy của quân đội đầu tiên ở New Guinea trong 1944-45, Sturdee chỉ huy chiến đấu tại Aitape, và trên New Britain và Bougainville. Ông được giao nhiệm vụ tiêu diệt kẻ thù khi có cơ hội, nhưng đã làm như vậy với nguồn lực hạn chế, và không có cam kết quân đội của mình cho các trận chiến đã vượt quá sức của họ.
Khi chiến tranh kết thúc, Sturdee nhận sự đầu hàng của lực lượng Nhật Bản trong khu vực Rabaul. Lúc đó là một trong những sĩ quan cao cấp nhất của quân đội, ông đã kế nhiệm tướng Thomas Blamey làm chỉ huy trưởng các lực lượng quân sự của Úc trong tháng 12 năm 1945. Ông trở thành tổng tham mưu trưởng lần thứ hai vào năm 1946, nắm giữ vị trí này cho đến khi ông nghỉ hưu vào năm 1950. 

### Sách
- Bean, Charles (1924), Volume II - The Story of ANZAC from ngày 4 tháng 5 năm 1915, to the Evacuation of the Gallipoli Peninsula, Official History of Australia in the War of 1914–1918, Canberra: Australian War Memorial, Bản gốc lưu trữ ngày 11 tháng 11 năm 2014, truy cập ngày 24 tháng 9 năm 2012
- Bean, Charles (1937), Volume V - The Australian Imperial Force in France 1918 during the Main German Offensive 1918, Official History of Australia in the War of 1914–1918, Canberra: Australian War Memorial, Bản gốc lưu trữ ngày 4 tháng 10 năm 2013, truy cập ngày 24 tháng 9 năm 2012
- Buckley, Colonel J. P. (1983), "Lieutenant General Sir Vernon Sturdee, KBE, CB, DSO" (PDF), Australian Defence Force Journal (41 July/August 1983), Canberra: Department of Defence: 29–42, Bản gốc (PDF) lưu trữ ngày 5 tháng 3 năm 2011, truy cập ngày 24 tháng 9 năm 2012
- Buckley, Colonel J. P. (1990), "Father and Son on Gallipoli" (PDF), Australian Defence Force Journal (81 March/April 1990), Canberra: Department of Defence: 30–53, Bản gốc (PDF) lưu trữ ngày 30 tháng 10 năm 2009, truy cập ngày 24 tháng 9 năm 2012
- Butler, A. G.; Downes, R. M.; Maguire, F. A.; Cilento, R. W. (1930), Volume I - Gallipoli, Palestine and New Guinea, Official History of the Australian Army Medical Services, 1914–1918, Canberra: Australian War Memorial, OCLC 156690674, Bản gốc (PDF) lưu trữ ngày 28 tháng 6 năm 2013, truy cập ngày 24 tháng 9 năm 2012
- Butler, A. G. (1940), Volume II – The Western Front, Official History of the Australian Army Medical Services, 1914–1918, Canberra: Australian War Memorial, Bản gốc (PDF) lưu trữ ngày 17 tháng 4 năm 2015, truy cập ngày 24 tháng 9 năm 2012
- Charlton, Peter (1983), The Unnecessary War. Island Campaigns of the South-West Pacific 1944–45, South Melbourne: Macmillan, ISBN 0-333-35628-4
- Horner, David (1978), Crisis of Command: Australian Generalship and the Japanese Threat 1941–1943, Canberra: Australian National University Press, ISBN 0-7081-1345-1
- Horner, David (1984), Horner, David (biên tập), "Lieutenant-General Sir Vernon Sturdee: The Chief of the General Staff as Commander", The Commanders: Australian Military Leadership in the Twentieth Century, Sydney: Allen & Unwin, tr. 143–158, ISBN 0-86861-496-3
- Horner, David (1998), Blamey: The Commander-in-Chief, Sydney: Allen & Unwin, ISBN 1-86448-734-8
- Long, Gavin (1963), The Final Campaigns, Australia in the War of 1939–1945, Canberra: Australian War Memorial, Bản gốc (PDF) lưu trữ ngày 25 tháng 5 năm 2009, truy cập ngày 24 tháng 9 năm 2012
- McNicoll, Ronald (1979), Making and Breaking: The Royal Australian Engineers 1902 to 1919, Royal Australian Engineers
- Rowell, Sydney (1974), Full Circle, Melbourne: Melbourne University Press, ISBN 0-522-84058-2
- Sligo, David (1997), Dennis, Peter; Grey, Jeffrey (biên tập), "The Development of the Australian Regular Army 1947–1952" (PDF), The Second Fifty Years: The Australian Army 1947–1997, Canberra: University of New South Wales, tr. 22–47, ISBN 0-7317-0363-4, truy cập ngày 28 tháng 11 năm 2009
- Wigmore, Lionel (1957), The Japanese Thrust, Australia in the War of 1939–1945, Canberra: Australian War Memorial, Bản gốc (PDF) lưu trữ ngày 12 tháng 10 năm 2013, truy cập ngày 24 tháng 9 năm 2012
- Wood, James (2002), Sturdee, Sir Vernon Ashton Hobart (1890 – 1966), Australian Dictionary of Biography, quyển 16, Melbourne University Press, tr. 340–342
- The Army List of Officers of the Australian Military Forces, Melbourne: Australian Army, 1950 {{Chú thích}}: |title= trống hay bị thiếu (trợ giúp)